# Conques-sur-Orbiel
Conques-sur-Orbiel é uma comuna francesa na região administrativa de Occitânia, no departamento de Aude. Estende-se por uma área de 25,07 km². Em 2010 a comuna tinha 2 600 habitantes (densidade: 103,7 hab./km²).